# Vijf Orkeststukken (Pintscher)
Matthias Pintscher componeerde zijn Vijf Orkeststukken voor groot orkest in 1997. Hij refereert met de titel aan eerdere composities met dezelfde strekking door Arnold Schönberg, Anton Webern en Alban Berg. Er zijn zeker overeenkomsten tussen de werken, ze hebben dezelfde opzet, ontberen harmonieuze structuur en ze hebben dezelfde leegheid aan klank. De stukken zijn veelal geschreven voor symfonieorkest, maar de genoemde componisten (ook Pinstcher) gebruiken het volledige orkest maar in spaarzame momenten.
Het verschil tussen het werk van Pintscher en dat van de Tweede Weense School moet gezocht worden in het hebben van een ander klankbeeld. Schönberg en consorten waren nog geworteld in de romantiek en dat klinkt dan ook nog terug in hun werk. Pintscher heeft niets van die romantische basis, hij is muzikaal opgegroeid in de vrije jaren 70; zijn Vijf Orkestwerken klinken vrijer dan de meer theoretische stukken van zijn voorgangers. De delen I tot V kennen een enorme dynamiek tussen stilte en Fortississimo en terug.

## Samenstelling orkest
- 3x dwarsfluit (waaronder piccolo en basfluit); 2x hobo; 1x althobo; 2x klarinet (waaronder 1x basklarinet); 1x basklarinet; 2x fagot; 1x contrafagot
- 4x hoorn, 4x trompet, 3x trombone, 1 tuba
- 5x percussie waaronder pauk, 2x harp, 1x piano, 1x celesta of synthesizer,
- 14x 1e viool, 12x 2e viool, 10x altviool, 8x cello en 6x contrabas.

De première vond plaats in Salzburg, Salzburger Festspiele; het London Philharmonic Orchestra o.l.v. Kent Nagano.

## Bron en discografie
- Kairos: Matthias Pintscher en het Radiosymfonieorkest van Berlijn